# مجلة الدبلوماسية والعلاقات الدولية
مجلة الدبلوماسية والعلاقات الدولية، هي مجلة أكاديمية نصف سنوية تصدرها كلية الدبلوماسية والعلاقات الدولية في جامعة سيتون هول وتغطي الشؤون الدولية. تأسست في عام2000 تحت اسم سيتون هول جورنال للدبلوماسية والعلاقات الدولية،ويديرها ويحررها طلاب الدراسات العليا في كلية الدبلوماسية.رئيس التحرير الحالي هو سوشانت نايدو.

## الاستخلاص والفهرسة
- الشؤون الدولية في كولومبيا على الإنترنت
- خدمة معلومات الشؤون العامة
- ملخصات العلوم السياسية الدولية
- أمريكا: التاريخ والحياة
- ملخصات تاريخية
- شبكة العلاقات الدولية والأمن